# Algoritmo per il calcolo della radice n-esima
La radice {\displaystyle n}-esima, {\displaystyle {\sqrt[{n}]{A}},} di un numero reale {\displaystyle A} non negativo, è la soluzione reale non negativa dell'equazione
{\displaystyle x^{n}=A.}
In questa voce è descritto un metodo numerico, che converge velocemente, per il calcolo di questa radice. I passi dell'algoritmo sono:
1. si prova a stimare un valore iniziale di partenza {\displaystyle x_{0};}
2. si pone {\displaystyle x_{k+1}={\frac {1}{n}}\left({(n-1)x_{k}+{\frac {A}{x_{k}^{n-1}}}}\right),} che equivale a {\displaystyle x_{k+1}=x_{k}+\Delta x_{k},} con {\displaystyle \Delta x_{k}={\frac {1}{n}}\left({\frac {A}{x_{k}^{n-1}}}-x_{k}\right);}
3. si ripete il secondo passo fino a che si raggiunge la precisione desiderata, cioè {\displaystyle |\Delta x_{k}|<\varepsilon .}

Un caso speciale è il calcolo numerico della radice quadrata, cioè il caso {\displaystyle n=2}:
{\displaystyle x_{k+1}={\frac {1}{2}}\left(x_{k}+{\frac {A}{x_{k}}}\right).}
La derivazione dell'algoritmo si basa sul metodo numerico di Newton-Raphson.

## Derivazione dal metodo di Newton-Raphson
Il metodo delle tangenti o di Newton-Raphson è un metodo per trovare numericamente lo zero di una funzione{\displaystyle f(x).} Lo schema generale è: 
1. partire da una stima iniziale {\displaystyle x_{0};}
2. {\displaystyle x_{k+1}=x_{k}-{\frac {f(x_{k})}{f'(x_{k})}};}
3. ripetere il secondo passo fino a che si raggiunga la precisione desiderata.

Il calcolo numerico della radice {\displaystyle n}-esima si può concepire come la ricerca di uno zero della funzione {\displaystyle f(x)=x^{n}-A,} la cui derivata è:
{\displaystyle f^{\prime }(x)=nx^{n-1}.}
In questo modo si costruisce l'iterazione: 
{\displaystyle x_{k+1}=x_{k}-{\frac {f(x_{k})}{f'(x_{k})}}}
{\displaystyle =x_{k}-{\frac {x_{k}^{n}-A}{nx_{k}^{n-1}}}}
{\displaystyle =x_{k}-{\frac {x_{k}}{n}}+{\frac {A}{nx_{k}^{n-1}}}}
{\displaystyle ={\frac {1}{n}}\left({(n-1)x_{k}+{\frac {A}{x_{k}^{n-1}}}}\right).}

## Esempio numerico
Si vuole calcolare la radice quarta di
| 6901827461 |

Si imposta un primo valore, ad esempio 1000. Utilizzando un foglio di calcolo si può verificare una veloce convergenza:
| 6901827461 |             |                  |              |
| 6901827461 | stima       | valore calcolato | differenza   |
| 4          | 1000        | 1E+12            | -9,93098E+11 |
|            | 751,7254569 | 3,19328E+11      | -3,12426E+11 |
|            | 567,8559656 | 1,03981E+11      | -97078880593 |
|            | 435,3149815 | 35909921459      | -29008093998 |
|            | 347,4029409 | 14565787245      | -7663959784  |
|            | 301,7054079 | 8285760564       | -1383933103  |
|            | 289,1072856 | 6986121665       | -84294203,78 |
|            | 288,235197  | 6902208103       | -380642,2278 |
|            | 288,2312231 | 6901827469       | -7,871785164 |
|            | 288,231223  | 6901827461       | 0            |